# Аніме-клуб «Міцурукі»
Аніме-клуб «Міцурукі» — діючий український аніме-клуб. На осінь 2022 року діє у всіх областях України, налічує близько 150 людей, залучених до різних напрямків діяльності. Влаштовує зустрічі шанувальників аніме та японської культури, просуває японські та анімефіковані настільні ігри, адаптує аніме, манґу та ранобе, створює оригінальний контент на тему японської культури, пробував організувати фестивалі та косплей.

## Історія та діяльність
Клуб існує з 2010 року і змінив уже 3 генерації.

### Львівська генерація
Аніме-клуб «Міцурукі» був створений у Львові 1 жовтня 2010 року, пік його активності припав на 2011—2013 рр.. Клуб проводив щотижневі сходини у Львові та займався адаптаційною діяльністю, залучаючи охочих з усієї України. Клубом була створена українська аніме-спільнота — один з перших агрегаторів україномовного аніме-контенту і перший подібний ресурс для українського фандабу. Учасники намагалися ставити косплейні сценки українською мовою. Було створено українське анімешне радіо, де учасники створювали подкасти. Силами львівського клубу було створено аніме-портал на Українській Енциклопедії Драматиці. Клуб намагався створити філії у Дрогобичі та Рівному.
- Основні активісти
  - Руслан Водолазький (ака Лунсар) — дизайнер, макетувальник[5], один із засновників та президент львівського клубу.
  - Андрій Бакайчук (ака Камуй) — один із засновників та адміністратор львівського клубу в напрямі проведення зустрічей.[2]
  - Андрій Нуцковський (SINIGAMI) — озвучувач аніме, співзасновник клубу[2].
  - Jony Bo / Міхалич — організатор господарської та дисциплінарної частини аніме-зустрічей, співзасновник клубу[2].

### Київська генерація
Київський осередок клубу виник 31 серпня 2014 року на Трухановому острові, пік активності припав на 2015-17 рр.. У клубі видавали манґу українською, влаштовували заходи, тематичні свята, перекладали та озвучували аніме, також перекладали вебкомікси, писали науково-популярні статті, перекладали та озвучували інфо-відео з аніме-тематики, займалися пропагуванням малювання в стилі аніме, вивченням традиційної японської культури.
- Основні активісти:
  - Максим Лизогуб (aka Курка Аалямб) — адаптатор японських настільних ігор, координатор розробки ранобе та манги[5], проведення аніме-заходів. Один із засновників та президент київського клубу з 2014.[4]
  - Хідео Кудзе — організатор господарської частини київських аніме-зустрічей. Один із засновників київського клубу.[4]
  - Ростислав Федорко (Джойс) — редактор[5], співорганізатор зустрічей клубу і його співзасновник[4][6]. Також є ведучим щорічної аніме-ходи[6].
  - Орфеефро — дизайнер обкладинок до книжок, настільних ігор[9][4]. Один із засновників київського клубу.
  - Дмитро Княжич (Княжич-кун) — автор низки статей, присвячених японській літературі,[10] редактор[5].
  - Демо — редактор, адаптатор манґи[2][9][6].
  - Оротандр — адаптатор манґи, озвучувач[6].

### Всеукраїнська генерація

Регіональна діяльність АК Міцурукі на осінь 2018 року.

Третя генерація клубу (т.з. «третє заснування») відбулося 17 травня 2017 році, коли чільне представництво Міцурукі перемістилося на Facebook внаслідок введення в дію закону про блокування російських ресурсів. На базі досвіду львівського та київського клубів відбулося третє оновлення діяльної основи — і клуб фактично став всеукраїнським.  Зараз клуб є найбільшою україномовною анімешною спільнотою в Україні.
У серпні 2017 року Фурунзе створив стріми аніме, де відбувалася трансляція українського озвучення. Саме звідти почався розвиток субтитрування в клубі. Починаються всеукраїнські проекти. Наприклад переклад «Наруто», за всю історію долучилося понад 25 перекладачів із майже всіх областей України.
В процесі становлення всеукраїнської організації відбувалося створення осередків. З заходу на схід це новий Львівський, Івано-Франківський, Тернопільський, Хмельницький, Вінницький, Одеський, новий Київський (заходи спільні зі старим), Чернігівський, Дніпровський, Харківський.
На початку 2020 року керівництво Всеукраїнського Міцурукі привласнило сторінки Міцурукі і оголосило про перейменування їх на "Аманоґава". Згодом Аманоґава відлучилася від клубу в розпочала самостійну діяльність. Вектор діяльності змінено з громадських ініціатив на комерційний.

### Керівництво
При тому, що клуб є децентралізованим об'єднанням, на його чолі стоїть президент. Кожен з них може розвивати клуб у межах, не обмежених попереднім, а його повноваження вичерпуються лише з вичерпанням бажання діяти. Відповідно першим президентом є Лунсар від 2010 року, другим — Курка від 2014 року, третім Фурунзе — від 2017 року. Чітких критеріїв визнання діяча президентом не сформувалося, але загалом мова йде про здатність привабити і згуртувати навколо клубу якісно нові діяльні та прихильницькі ресурси, що дає відчутний поштовх розвитку клубу.

### Філософія
Від київського осередку клуб активно орієнтувався на поєднання діяльності та організації на місцях. За словами Курки Аалямб:
Я прийшов у фендом і побачив кілька базових проблем: … викривлений зв'язок між спільнотами й діяльними організаціями. Діячі десь працюють, їм байдуже на широкі маси людей. … Маси мають стати засобом поширення діяльності, а діяльність сприяти приходу до мас нових україноцентричних активістів. … Я хотів замінити одвічний український принцип «відокремлюємося, поки нема особливих причин до єднання» на «єднаємося, поки нема особливих причин до виокремлення». 
Однією з цілей клубу є поширення культури українізації, а не лише доробків ряду виняткових особистостей. Через сукупну моральну силу клубу гостей локального осередку залучають до безпосередньої участі в українізації, а не лише споживання її продуктів. Наприклад оголошено, що у київському осередку за ініціативи Курки та координаторства Фортпіта проходить винятковий проект — спільний переклад аніме учасниками осередку. У проекті бажають взяти участь 52 людини, переважна більшість з яких до цього не перекладали. Звісно ж, врешті по перекладу пройдеться редактор.
В об'єднання є плани щодо розширення та українізації локальних спільнот, особливо південно-східного регіону. Курка зазначає: "Основною метою існування клубу «Міцурукі» було і лишається розширення кола діячів та прихильників української адаптації навколоанімешного та навколояпонського контенту за рахунок зовнішніх ресурсів, ще не залучених до цього подібними організаціями. Вагомим елементом цього є активні дії, а не очікування того, що кількість наших однодумців з часом побільшає сама собою. У рамках цієї мети обираються стратегія та тактики розвитку.
Це не заперечує того, що від Ужгорода до Харкова і від Чернігова до Одеси учасники клубу зливаються в дружню всеукраїнську спільноту, їздять одне до одного і просто спілкуються вже особисто. Але ми ніколи не забуваємо, що дало нам цих однодумців у нашому житті. А це — публічна тематична діяльність і готовність приймати всіх охочих, сприймати їхні думки та ідеї, пробувати нові неходжені шляхи розвитку, окрім тих, які явно згубні і не показали себе на практиці в минулому. Не маю сміливості стверджувати це одноосібно, але можливо це і є дух клубу «Міцурукі».

### Символіка та атрибути
Логотипом львівського аніме-клубу «Міцурукі» є зелена бамбукова рамка, в якій перебуває Тоторо — персонаж аніме «Мій сусід Тоторо» та літера «М» у японській стилізації. Одним з атрибутів і ознак клубу є чібік — наклейка 5*5 з анімешним персонажем на білому тлі та посиланням на сторінку місцевого осередку «Міцурукі».

Логотип київського клубу

Київський аніме-клуб «Міцурукі» подарував українським фанатам аніме низку загальновідомих нині в цих колах символів:
- «Анімешник у клубі. Фендом у безпеці» — загальне гасло клубу, є алюзією до гасла організації НЕРВ у аніме «Нове покоління Євангеліон», де воно звучить як «Бог на небі. Світ у безпеці».
- «Лолі сила» — гасло є відсилкою до майданівського «Разом сила» та жанру аніме лолікон.
- «Від каваю до зірок» — поряд із супутнім вітанням символізує простір тематики аніме. Пародіює вітання «від серця до сонця».

Поряд із візуальною символікою клуб має і своєрідні фан-пісні. Офіційного гімну не існує, але на його статус претендують 2 пісні: «Сонячний край» на музику з пісні «Революція серця» з «Легенди про героїв галактики»; а також «Лиш в Міцурукі» на музику пісні Віктора Морозова «Тілько ві Львові».

## Аніме-зустрічі
Учасники клубу зустрічалися у Львові та Києві, традиційно — щонеділі, в різних місцях. Таки сходини називали «анімками».. На жовтень 2018 року у Львові відбулося понад 400, а в Києві — понад 200 сходин.
Формати сходин були різноманітними: перегляди аніме на великому екрані, прогулянки, святкування річниць, походи на рамен, пікніки, в аквапарк, змагання з відео-ігор, пляжні анімки, тематичні анімки, косплей-вечори та НяНочі/цукімі. Практикуються міжміські сходини — мандрівки в інші міста до інших аніме-клубів чи філій. Зокрема львівською традицією на ханамі є мандрівка в Ужгород.
Київський клуб активно співпрацював з ПП «Братство» Дмитра Корчинського, яка надавав йому приміщення для просвітніх зустрічей. На відміну від багатьох аніме-клубів, у літній час учасники збиралися в різних місцях міста. Клуб проводив цукімі (нічні анімки) та аніме-перегляди.
Напротивагу тематичним заходам проводяться прогулянки. Для прогулянок, як правило, має бути визначена якась загальна навколоанімешна тема. Така, щоби всі чи більшість мали змогу висловитися. Наприклад, «Ваш улюблений жанр аніме і чому». На початку сходин всі без винятку гуртуються і по черзі, за модерування організатора, представляються та висловлююся щодо теми. Після цього «бліцу» атмосфера стає легшою, люди відчувають себе залученими і роззнайомленими.

Мапа аніме-зустрічей київського клубу

Впродовж 2016 року анімки розвивалися у всеукраїнському масштабі. І за рік учасники Клубу здійснили численні подорожі до різних міст України, де зустрічалися з місцевими анімешниками та аніме-організаціями. У результаті поїздок було зроблено висновок про суттєву маргінальність локальних спільнот відносно поширення україномовного аніме-продукту.
1 грудня о 18:30 в Українському домі у Варшаві клубом планувався вечір японської анімації. Дивилися стрічку режисера Макото Шінкая «Твоє ім'я» в українському перекладі з польськими субтитрами.

### Тематичні заходи
Щороку святкуються такі свята:
- 5 січня — день народження Хаяо Міядзакі, найвідомішого режисера аніме. Святкується переважно спільно з Новим роком, оскільки 5 січня свята і зібратися важко.
- Перша неділя лютого — юкімі (милування снігом). Стало традицією щорічне влаштування шашлика на недобудові в Києві, оскільки ще в 2015 році анімешники, позбавлені Генштабу посеред лютого, були змушені створювати собі затишок холодної зими[6].
- Перша неділя квітня (але не Великдень) — весняна аніме-хода або хоча б перші сходини в теплі на природі.
- Початок травня — ханамі, милування квітами сакур, конкурси на тематику японської культури.
- 20 червня — День анімешника, святкується в день створення першого українського аніме-клубу «Крістал Павер».
- 7 липня — танабата, традиційне японське свято.
- Остання неділя серпня — суйкаварі, розбивання кавуна.
- 15 вересня — остання і святкова цукімі — нічна анімка
- 14 жовтня — день українського аніме-фандабу, перше аніме у фанатській озвучці показано публічно. Святкується переглядом.
- 21 жовтня чи близько того — момідзігарі, милування кленовим листям.
- 13 листопада — День українського сканлейту, читання та обговорення манґи. Святкується день виникнення УАніме.

### Весняна аніме-хода

Постер до аніме-ходи 2018 року

Протягом кількох років клуб проводив аніме-ходу вулицями Києва. Вона заслуговує особливого розгляду через свою масовість та концепцію.
Перша київська аніме-хода відбулася у 2015 році. 2016 року була друга хода, а 2017 року відбулася третя.
15 квітня 2018 учасники вчетверте пройшли від Майдану Незалежності до Арки дружби народів та станції метро «Арсенальна». Декотрі, зокрема, були одягнуті в костюми своїх улюблених персонажів. Плакати деяких учасників були написані японською.
14 квітня 2019 року відбулася вп'яте
Сформувався традиційний сценарій з індивідуальними відхиленнями. Збір відбувається біля знаку нульового кілометру на Майдані Незалежності. Першим 100 гостям роздаються лотерейні картки, за ними розігруються призи. Потім люди йдуть до арки Дружби Народів, де відбувається конкурс косплею, потім ідуть до сцени «Мушлі», де відбуваються дрібні конкурси. У 2019 році це були конкурс вайфу, конкурс опенінгів та конкурс плакатів. На аніме-ході 2019 був поставлений рекорд відвідуваності — більше 400 людей.

Живий напис "АНІМЕ" на ході 2015 року.

## Адаптація аніме
Учасники займалися перекладом та озвученням аніме. Значний внесок у фанатське субтитрування та озвучення його учасники здійснили й поза клубом. Деякий час низка учасників випускала подкасти.

### Субтитрування аніме
Починаючи з 2018 року в клубі активно розвивається субтитрування аніме. До того це були одиничні роботи.
Особливість перекладів Міцурукі в тому, що перекладачем будь-якої частини серії може виступити будь-хто: субтитри діляться на рівні частини між охочими перекладачами. Після перекладу все склеюється і оброблюється редактором (який відповідальний за всі серії проекту) до спільного знаменника. Через це, хоч і перекладається багатьма людьми, проект виглядає однаково і стабільно.
При цьому перекладачі попередньо тестуються, аби відповідати базовим необхідним навичкам адекватного перекладу. Дану систему встановив Фурунзе як найефективнішу на той момент. Вона показала свою реальну ефективність і поступається хіба що перекладачам-професіоналам, які чомусь вирішили перекладати аніме.
На весну 2019 у клубі значаться такі координатори перекладу. Кожен по-суті є керівником проектів і еквівалентний очільнику фансаб-команди.
- Фурунзе — адміністратор публічних сторінок ВК та ФБ, перекладач[6]. Перший керівник сторінки на ФБ.
- ХевіЮА — див. Дніпровський АКМ
- Серафікус — чернігівський активіст і перекладач, редактор
- Ромікс — перекладач, київський активіст. Див Другий Київський АКМ
- Джойс — перекладач, див. київську генерацію
- Курка — перекладач, див. київську генерацію

### Озвучення аніме
Кожен, хто стає дабером в аніме-клубі «Міцурукі», може долучитися до якогось проекту (озвучення, робота зі звуком, редагування чи накладання субтитрів), або за бажанням розпочати власний як координатор, запрошуючи охочих виконувати дотичні задачі.
Усі, хто хочуть озвучувати, але не мають хорошого мікрофона та засобів для придбання, можуть легко розпочати озвучувати аніме в клубі. Якщо ж є обладнання, достатнє для мінімально адекватного звуку, вони можуть робити одноголоски за наявними перекладами клубу. У випадку старанної та стабільної діяльності і розуміння основ клубу можна буде оголосити про збір донатів на мікрофон.
На весну 2019 року, за матеріалами публікацій, у клубі діють 4 координатори озвучення. Кожен по-суті є керівником проектів і еквівалентний очільнику фандаб-команди.
- Rainy984 — третій координатор озвучення, перекладач.
- VasylT — четвертий координатор озвучення, перекладач.

- всесвіт»
- «Пінг-понг»
- Тачібанакану»
- ляльок»
- «Меґалобокс»
- Рецуко»

## Настільні ігри
Клуб мав колекцію настільних ігор, більшість з яких розробили чи відтворили самостійно.
У львівському клубі було зроблено анімешний редизайн багатьох ігр: «Мафія» — «Коноха», «Лінія фронту», «Леді проти Дворецьких», «Покемони» (за грою уно), анімешна монополія, «Фейрі Тейл» (за грою «Таємне послання»), «Зомбі-апокаліпсис», «Школа мерців», «За бортом», українізація гри «Маньчкін Фу». У 2012 році клуб, формально його бренд «М-геймз», отримав номінацію за настільну гру «Епоха сталі» на міжнародній виставці «Ігросфера».
У київському було відтворено традиційні японські ігри: сьоґі, ута-катура, ханафуда, ґо, маджонг, кабуфуда, унсун-карута, техонбікі тощо. Зокрема була відтворена середньовічна версія гри в шьоґі — велетенські японські шахи 36*36 з 804 фігурами 299 типів. Ці ігри презентували на фестивалі популярної культури «КИЇВ КОМІК КОН» 2015 року та 2016.
Анімешні версії ігор
- Коноха
- Покемони
- Фейрі тейл
- За бортом
- Анімешна монополія

Адаптовані японські традиційні ігри
- Ханафуда
- Шьоґі, версія з паперу і пінного скотчу
- Ута-карута, версія з віршами українських письменників
- Техонбікі
- Кабуфуда
- Тайкьоку-шьоґі
- Маджонг-карти
- Сянчі

## Видання і співпраця з бібліотеками
Клуб підтримував ліцензійне україномовне друкування японських коміксів манґа, допоки його не було згорнуто з комерційних причин. З метою компенсувати нестачу україномовного продукту в цій сфері, клуб займався фанатським перекладом, адаптацією й виданням манґи та ранобе.
2018 року клуб подарував Херсонській обласній науковій бібліотеці імені Гончара та Дніпровській центральній міській бібліотеці набір книжок, що пропагують японську молодіжну культуру. Також було ряд примірників було подаровано бібліотекам Києва (Публічна бібліотека імені Лесі Українки)Тернополя, Харкові, Івано-Франківська та Калуша.
Друковані адаптації ранобе та манґи
- One Piece (манга)[25][26][5][22]
- Хвіст Феї (манга)[25][5][22]
- Ласкаво просимо до НХК (ранобе)[25][5][22]
- Атака титанів (манга)[26][22]
- Ванпанчмен (манга)[27][неякісне джерело][5]
- Легенда про Коїзумі (манга)[25]
- Токійський людожер (манга)[5][22]
- Місячний корал (ранобе)[5]
- Вовчиця та спеції (ранобе)[5][6]
- Меланхолія Харухі Судзумії (ранобе)[5][22]
- Ніж (манґа, Одзакі Каорі)[4][28][6]
- Дівчинка, що стрибала крізь час (манга)[4][6]
- Історія Монстрів (ранобе)[22]
- Чобіти (манґа)[6]
- „Години нашого щастя“ (манґа)
- „Дюрара“ (манґа)
- „Блейм“ (манґа)
- „Мистецтво меча онлайн“ (ранобе)

Електронні адаптації ранобе та манґи
- „Легенда про Коїзумі“
- „Будь ласка! Близнята“
- „Клеймо вітру“
- „Персонант“
- „Написане вбивство“
- „Великий Куш“

## Участь у фестивалях
У 2012 та 2013 році організовував ходу Зомбі-апокаліпсис у Львові.
Київський клуб виходив на різні заходи, як то Хамелеон, KyivComicCon та Япономанія, де представлялася продукція клубу, влаштовувалися лекції та майстер-класи. У 2015 та 2016 роках на фестивалі Comiccon анонсувалась серія лекцій та майстер-класів з малювання в стилі аніме та японських настільних ігор. З ними ж клуб брав участь у Япономанії-2016 та моміджі-ґарі в Бердичеві. За матеріалами виданої клубом книги Укійо-е: брошура для цікавих» — було прочитано лекції. КиївКомікКоні, Анікі, Япономанії та на анімці.
Спільно з одним японцем-імігрантом було проведено шкільний фестиваль «Бункасай 2017» у школі № 35 Львова. Аніме-клуб «Міцурукі» виступав медійним партнером польських аніме-фестивалів Анімацурі, Неджіро, Кристалкону та Ніукону, Magnificon Expo 2018.
и «Magnificon» (де київський клуб співпрацював із польською спільнотою «Nyanyan~»), «Nejiro», «Animatsuri», «Niucon IX». Далі булени Неконосан запропонував на два польські фестивалі у ролі кореспондентів Вольфенштейна (на «The Basement: Asian Week» у Познані) та Арію Лев («Falkon» у Любліні). 2019 рік позначився запрошенням на «Валентинковий Косплейний Бал» (Лодзь, Неконосан). Вперше клуб було представлено і на київському фестивалі «WeGame 5.0», куди делегували Серафікуса.
18 травня 2019 у кінозалі фестивалю «Анікон» відбулася презентація діяльності клубу з українізації. Початок презентації розпочав Камуй. Він поділився історією клубу, з чого все починалося, як справа розвивалася та чим клуб займається зараз. Ivan_Crystal та Rainy984 розповіли про напрямки субтитрування і озвучення відповідно, як у клубі організовані ці процеси, а Тотьяна — про сканлейт, перші фанатські переклади, перші ліцензійні видання, перший друк клубу і як відбувається робота від сканування до релізу. Гостям показали кілька серій «Хеталії», «Важкого кохання» та «Неверленду», а також провели косплей-шоу.

## Нині діючі відділення
Напротивагу історичним львівському та київському клубам, які вичерпують відповідні генерації.

### Дніпровський АКМ
У Дніпрі 22 квітня 2018 року стало можливим провести перші сходини, під час яких відбулася вікторина на знання аніме-культури. Загалом, з квітня по вересень було проведено багато тематичних анімок та прогулянок. У другій половині літа 2018 року частота таких сходин значно зросла. Найзнаковіші з них сталися 8 вересня, коли до дніпрян у гості приїхали кияни Курка, Джойс та Демо. Вони були дуже плідними у плані спілкування, організацїї, вражень та культурного внеску до клубу. Навесні 2019 сходини розпочинаються з новою силою.
- Основні активісти
  - HeavyUA — перекладач аніме, адміністратор інтернет-сторінок клубу та організатор місцевих сходин[2].
  - Євген, ІОН — перекладачі і локальні активісти

### Харківський АКМ
Сходини харківського осередку клубу вперше відбулися наприкінці серпня і були приурочені до суйкаварі. Після цього Одеялов, Данька Рваний та india стали збирати суботні сходини в Саржиному Яру, Женя Харченко розклеював чібіків з рекламою. 15 вересня відбулося цукімі. Учасники приносили японські страви та споглядали місяць. З наближенням морозів знайшли першу локацію для сходин під дахом — кав'ярню «Виручай-кімната», адміністратор якої люб'язно запропонувала проводити сходини в них. На початку листопада 2018 року до Харкова приїздить Курка з дівчиною, вони відвідують місцеву спільноту.
- Основні активісти
  - Odeyalov — перекладач аніме і організатор місцевих сходин<[2].
  - Дотрокс — перекладач і адміністратор сайту.

### Другий львівський АКМ
Історія львівських анімок нової генерації розпочалася 28 вересня 2018 року. Перша була організована в Стрийському парку Rainy984, на ній було 8 людей. На наступній, що відбулася за тиждень, було вже біля 20-и людей, тоді святкувався день народження «Міцурукі». Потім анімки, організовувані Мордекаєм та Данилом, стали проводитися щотижня по п'ятницях, з місцем збору в центрі біля пам'ятника Шевченку. При цьому стара генерація проводить анімки в четвер у звичайному режимі.

### Івано-Франківський АКМ
В Івано-Франківську сходини почалися в листопаді-місяці 2018. До найперших сходин спричинилися Sora, KwanTom, OtakuFirstUA і CowboyFHL. Вони змогли організувати анімку за 2 тижні. Провели її у барі «Грот». Прийшло приблизно 90 людей, які, на жаль, не всі змогли вміститися в одному приміщенні. Проводилися різноманітні конкурси, які вони спонсорували самі, розігравши 3 плакати і 3 значки.

### Другий Київський АКМ
- - Хамелеон — організаторка заходів ханамі та моміджі-ґарі в Києві. Веде сторінку в інстаграмі.
  - Фортпіт — організатор заходів та редактор.
  - Ромікс — перекладач та організатор аніме-ходи 2019

### Хмельницький АКМ
- - Suzume Murakami — організаторка місцевих сходин[2].

### Вінницький АКМ
- - Кайдаш — адаптатор манґи[2].

### Інші представники
- - Неконосан — автор багатьох рецензій, перекладів аніме-аналітики та статей про українських косплеєрів. Організатор показів аніме українською у Варшаві.[11]

Хідео Кудзе, Орфеефро, Лизогуб Максим
Ростислав Федорко під час проведення аніме-ходи 2018 р.

## Інші продукти та адаптації
Оригінальні просвітні видання.
- Мануал «Сканлейт: Тайпсетинґ»
- Мануал «Сканлейт: Клінінґ»
- «Укійо-е: брошура для цікавих»

Подкасти
- «Отакі Отаку» про явище отаку в Японії та світі
- Історія Давньої Японії, у 3 частинах
- Історія Середньовічної Японії, у 4 частинах
- Цикл передач про український аніме-фандаб (відео-презентація)[6]

Перекладені та озвучені тематичні програми
- «Японія — дивовижна країна»
- «Японська боргова проблема»
- «Вступ до японознавства — Хіраґана»
- «Culture Japan — Як створюється аніме»

Електронні переклади тематичної літератури
- «Путівник-довідник по Самурай Чамплу»
- «Гола правда про аніме»
- «Russell D Jones — Аніме-рецензії: вибране»
- «Russell D. Jones — Крик Едварда Мунка в аніме»
- «Вступ до японської анімації»
- «Споглядаючи Рейко»
- «Життя з ґеймеркою та хіпстеркою»
- «Щасливий чай».

Електронні адаптації ранобе та манґи
- «Легенда про Коїзумі»
- «Будь ласка! Близнята»
- «Клеймо вітру»
- «Персонант»
- «Написане вбивство»
- «Великий Куш»

Відеоігри
- «Kantai Collection»[6]